# Osztrák labdarúgó-szövetség
Az osztrák labdarúgó-szövetség (németül: Österreichischer Fußball-Bund, rövidítve ÖFB) Ausztria nemzeti labdarúgó-szövetsége. 1904-ben alapították. A szövetség szervezi az osztrák labdarúgó-bajnokságot, valamint az osztrák kupát. Működteti az osztrák labdarúgó-válogatottat, valamint az osztrák női labdarúgó-válogatottat. Székhelye Bécsben található.

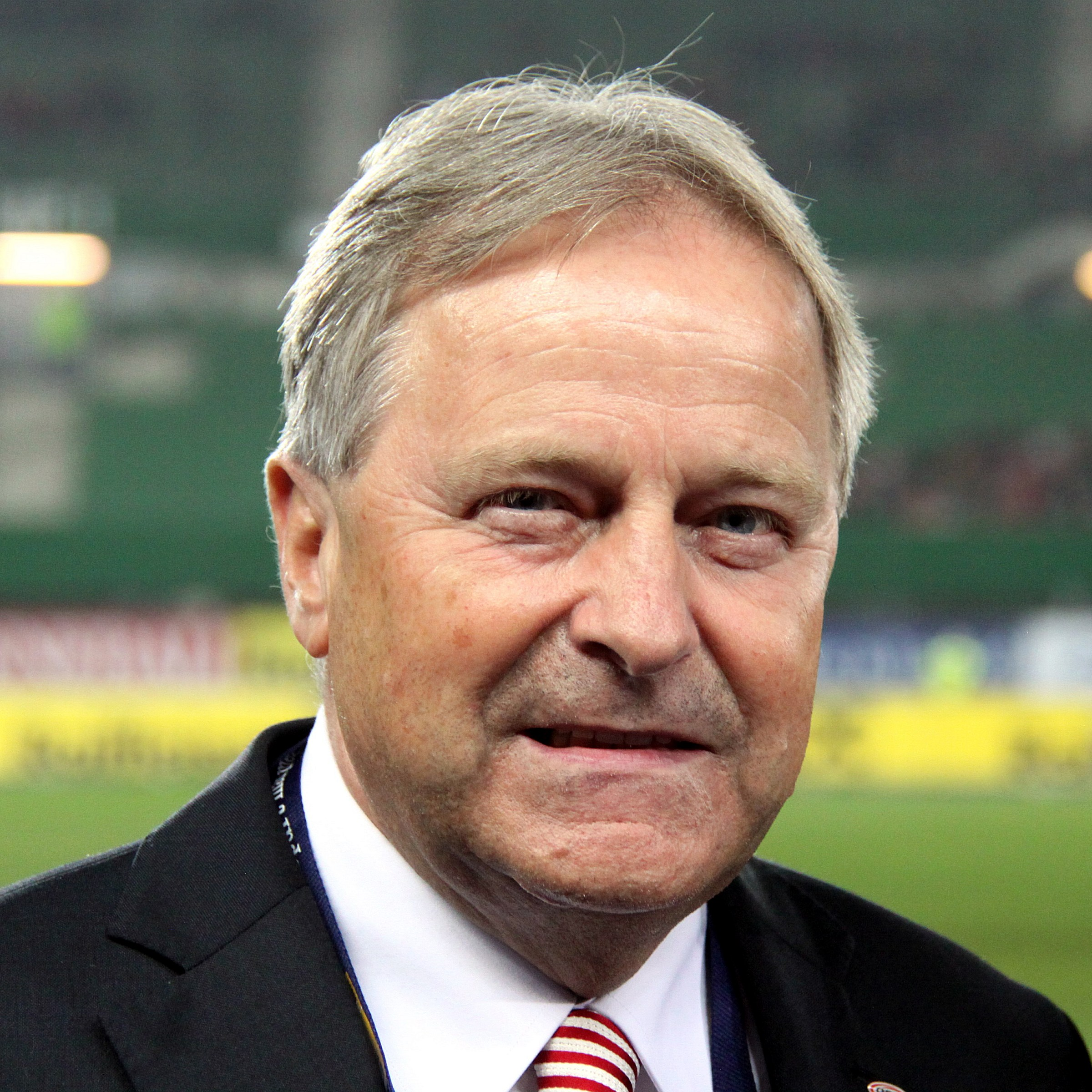
Elnök Leo Windtner.